# Semaeopus ephippiata
Semaeopus ephippiata är en fjärilsart som beskrevs av Paul Dognin 1914. Semaeopus ephippiata ingår i släktet Semaeopus och familjen mätare. Inga underarter finns listade i Catalogue of Life.